# دیدار با سیاه‌پوستان
دیدار با سیاه‌پوستان (به انگلیسی: Meet the Blacks) فیلمی در ژانر کمدی سیاه محصول سال ۲۰۱۶ به کارگردانی دیون تیلور، نوشته شده توسط تیلور و نیکول دماسی و نقیضه‌ای از فیلم پاکسازی است. این فیلم توسط ری‌استایل ریلیزینگ در ۱ مارس ۲۰۱۶ منتشر شد.